# كفر الشيخ عيسى
قرية كفر الشيخ عيسى هي إحدى القرى التابعة لمركز بلبيس في محافظة الشرقية في جمهورية مصر العربية. حسب إحصاءات سنة 2006، بلغ إجمالي السكان في كفر الشيخ عيسى 2585 نسمة، منهم 1305 رجل و1280 امرأة.